# 千枚谷
『千枚谷』(せんまいだに)は、ポニーキャニオンから発売されたコンピレーション・アルバム。

## 概要
- フジテレビの『千枚CD』という番組から誕生した楽曲を集めたコンピレーション・アルバム。

## 収録曲
特記除く 全作詞:秋元康
1. 着信のドレイ (3:23)/アヤパン
作曲・編曲:馬飼野康二
2. わがままな人魚 (3:41)/アヤパン
作曲・編曲:馬飼野康二、ストリングスアレンジ:川口真
3. 好きになっちゃった (5:11)/榎本加奈子
作曲:日下賢司、編曲:清水信之
4. ありがとう (4:50)/榎本加奈子
作詞:榎本加奈子、作曲・編曲:大田美知彦
5. 片想いのままで (4:55)/ポニセキ
作曲・編曲:櫻井真一
6. 涙があふれても (4:40)/ポニセキ
作曲:高橋ひろ、編曲:櫻井真一
7. 命音頭 (3:41)/ゴルゴ松本 with レッド吉田 (from TIM)
作曲:大田美知彦・山崎燿、編曲:和田薫
8. おあずけ坊やのテント村 (4:03)/R.C.T.
作曲・編曲:山崎燿
9. エビゾルゲ (3:17)/R.C.T.
作曲:原一博、編曲:山崎燿
10. ベラカミ (3:42)/D★Shues
作曲:羽田一郎、編曲:山崎燿
11. Mistress (6:10)/D★Shues
作曲:羽田一郎、編曲:山崎燿